# 怪人二十面相 (アルバム)
『怪人二十面相』（かいじんにじゅうめんそう）は、人間椅子の9枚目のアルバム。
2016年にはHQCDで再発された。

## 解説
- アルバムタイトルは江戸川乱歩の小説およびその登場人物『怪人二十面相』から。
- アートワークは『黄金の夜明け』、『踊る一寸法師』も手掛けた漫画家大越孝太郎によるものである。
- バンド名の元にもなった江戸川乱歩を題材としたコンセプト・アルバムで、アルバムの収録曲名や詞の内容などは乱歩の小説を下地にしているものがほとんどである。
- 怪人二十面相のPVでは怪人二十面相役：鈴木、明智小五郎役：和嶋、小林少年役：後藤でそれぞれコスプレをしている。
- 「芋虫」はエルフのアダルトゲーム「鬼作」のエンディング・テーマに使われた。

## 収録曲
| 全編曲: 人間椅子。 |                          |           |           |       |
| #                  | タイトル                 | 作詞      | 作曲      | 時間  |
| 1.                 | 「怪人二十面相」         | 和嶋慎治  | 鈴木研一  | 6:45  |
| 2.                 | 「みなしごのシャッフル」 | 和嶋慎治  | 和嶋慎治  | 4:22  |
| 3.                 | 「蛭田博士の発明」       | 和嶋慎治  | 鈴木研一  | 5:46  |
| 4.                 | 「刑務所はいっぱい」     | 和嶋慎治  | 和嶋慎治  | 5:25  |
| 5.                 | 「あしながぐも」         | 鈴木研一  | 鈴木研一  | 5:08  |
| 6.                 | 「亜麻色のスカーフ」     | 和嶋慎治  | 後藤升宏  | 4:31  |
| 7.                 | 「芋虫」                 | 鈴木研一  | 鈴木研一  | 8:41  |
| 8.                 | 「名探偵登場」           | 和嶋慎治  | 和嶋慎治  | 2:39  |
| 9.                 | 「屋根裏のねぷた祭り」   | 鈴木研一  | 鈴木研一  | 7:22  |
| 10.                | 「楽しい夏休み」         | 和嶋慎治  | 和嶋慎治  | 6:01  |
| 11.                | 「地獄風景」             | 鈴木研一  | 鈴木研一  | 3:29  |
| 12.                | 「大団円」               | 和嶋慎治  | 和嶋慎治  | 8:15  |
| 合計時間:          | 合計時間:                | 合計時間: | 合計時間: | 68:24 |

## 演奏者
- 和嶋慎治 - ギター、ボーカル
- 鈴木研一 - ベース、ボーカル
- 後藤マスヒロ - ドラムス、ボーカル